# José de Jesús María Uriarte y Pérez

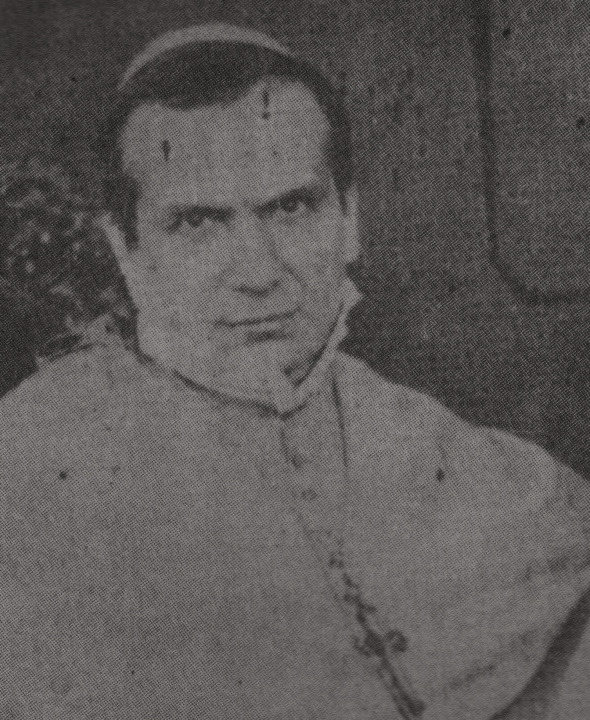
José de Jesús Maria Uriarte y Pérez

José de Jesús María Uriarte y Pérez (* 12. Dezember 1824 in Badiraguato, Sinaloa, Mexiko; † 26. Mai 1887 in Culiacán) war Bischof von Sinaloa.

## Leben
José de Jesús María Uriarte y Pérez trat in das Priesterseminar in Culiacán ein und studierte Katholische Theologie und Philosophie. Er empfing am 22. September 1850 durch den Bischof von Sonora, José Lázaro de la Garza y Ballesteros, das Sakrament der Priesterweihe. Anschließend wurde Uriarte y Pérez Pfarrer in Quilá. 1854 wurde José de Jesús María Uriarte y Pérez Regens des Priesterseminars in Culiacán.
Am 25. Juni 1869 ernannte ihn Papst Pius IX. zum Bischof von Sonora. José de Jesús María Uriarte y Pérez empfing am 13. März 1870 die Bischofsweihe. Die Amtseinführung fand am 10. April desselben Jahres statt. Am 9. August 1883 ernannte ihn Papst Leo XIII. zum ersten Bischof von Sinaloa. Die Amtseinführung erfolgte am 8. Dezember desselben Jahres.